# Кацпер Трельовський
Кацпер Трельовський (пол. Kacper Trelowski, нар. 19 серпня 2003, Ченстохова, Польща) — польський футболіст, воротар клубу «Ракув» та молодіжної збірної Польщі.

## Ігрова кар'єра

### Клубна
Кацпер Трельовський народився у містечку Ченстохова і є вихованцем місцевого клубу «Ракув». У 2019 році воротар приєднався до основного складу команди.
Для набору ігрової практики другу половину сезону Кацпер провів в оренді у клубі Другого дивізіону «Сокул» з міста Оструда. Наступний сезон почав уже як гравець «Ракува». У сезоні 2022/23 воротар дебютував на міжнародному рівні - у складі «Ракува» він виступав у матчах Ліги конференцій.

### Збірна
У вересні 2022 року у товариському матчі проти команди Латвії Кацпер Трельовський дебютував у складі молодіжної збірної Польщі.

## Титули
Ракув
 Чемпіон Польщі (1): 2022/23
 Переможець Кубка Польщі (2): 2020/21, 2021/22
 Переможець Суперкубка Польщі (2): 2021, 2022